# Spellemannprisen 2003
Der Spellemannpris 2003 war die 32. Ausgabe des norwegischen Musikpreises Spellemannprisen. Die Nominierungen berücksichtigten Veröffentlichungen des Musikjahres 2003. Die Verleihung der Preise fand am 28. Februar 2004 statt. In der Kategorie „Årets Spellemann“ wurde Silje Neergaard ausgezeichnet, den Ehrenpreis („Hedersprisen“) erhielt Wenche Myhre.

## Verleihung
Die Verleihung fand am 28. Februar 2004 im Chateau Neuf in Oslo statt. Die Sendung wurde zum zweiten Mal von TV 2 übertragen und von Harald Rønneberg und Thomas Numme moderiert. Einige der Preise wurden außerhalb der Sendung vergeben. So wurde unter anderem die Kategorie für die Kindermusik in der Sendung TV 2 Junior verliehen.

## Gewinner
| Kategorie                                      | Gewinner                     | Werk                           |
| ---------------------------------------------- | ---------------------------- | ------------------------------ |
| Barneplater (Kinderplatten)                    | Hege Rimestad, Geirr Lystrup | Fly som en sten                |
| Blues/Country                                  | Vidar Busk                   | Love Buzz                      |
| Danseorkester (Tanzorchester)                  | Ole Ivars                    | Hverdag og fest                |
| Elektronika                                    | Xploding Plastic             | The Donca Matic Singalongs     |
| Folkemusikk/Gammaldans (Volksmusik/Gammaldans) | Majorstuen                   | Majorstuen                     |
| Hederspris (Ehrenpreis)                        | Wenche Myhre                 | –                              |
| Hip-Hop                                        | Equicez                      | State of Emergency             |
| Jazz                                           | Atomic                       | Boom boom                      |
| Klassisk musikk (klassische Musik)             | Leif Ove Andsnes             | Grieg/Schuman: Piano concertos |
| Kvinnelig Popsolist (Popsolistin)              | Bertine Zetlitz              | Sweet Injections               |
| Mannlig Popsolist (Popsolist)                  | Magnet                       | On Your Side                   |
| Metal                                          | Dimmu Borgir                 | Death Cult Armageddon          |
| Musikkvideo (Musikvideo)                       | Kaizers Orchestra            | Evig pint                      |
| Popgruppe                                      | Ephemera                     | Air                            |
| Rock                                           | Turbonegro                   | Scandinavian Leather           |
| Samtidsmusikk (zeitgenössische Musik)          | Hans-Kristian Kjos Sørensen  | Open                           |
| Viser (Weisen)                                 | Erik Bye og Marinemusikken   | I dur og brått                 |
| Åpen Klasse (Offene Klasse)                    | Niko Valkepää                | Niko Valkepää                  |
| Årets Låt (Lied des Jahres)                    | Kurt Nilsen                  | She's So High                  |
| Årets Nykommer (Newcomer des Jahres)           | Julian Berntsen              | Whaffy Town                    |
| Årets Spellemann (Spellemann des Jahres)       | Silje Neergaard              | –                              |

## Nominierte
Barneplater
- Hege Rimestad, Geirr Lystrup: Fly som en sten
- Lyriaka: Lyriakafabrikken
- NRK Barne-TV, Barneselskapet UHU: UHU! Vol.3

Blues/Country
- Amund Maarud: Ripped, stripped and southern fried
- Tumbleweed: Once more, with feeling
- Vidar Busk: Love buzz

Danseorkester
- Gunnar Fjeldseth Band: Fullt og helt
- Ole Ivars: Hverdag og fest
- Picazzo: Tusen dager til

Elektronika
- Snuten: Welcome to the jungle
- Ulver: Teachings in silence
- Xploding Plastic: The donca matic singalongs

Folkemusikk/Gammaldans
- Jan Beitohaugen Granli: Lite nemmar
- Majorstuen: Majorstuen
- Sturla, Andreas: Glimmer

Hip-Hop
- Diaz: Velkommen hjem Andres
- Equicez: State of emergency
- Paperboys: The great escape

Jazz
- Atomic: Boom boom
- Christian Wallumrød Ensemble: Sofienberg variations
- Håvard Wiik: Postures
- Karin Krog: Where you at?
- Tore Brunborg Quartet: Gravity

Klassisk Musikk
- Leif Ove Andsnes: Grieg/Schuman: Piano concertos
- Oslo Filharmoniske Orkester: Mahler symfonier nr. 1 & 9
- Stavanger Symfoniorkester: Geirr Tveitt-Wedding suite/Troll tunes

Kvinnelig Popsolist
- Bertine Zetlitz: Sweet Injections
- Karin Park: Superworldunknown
- Lene Marlin: Another Day

Mannlig Popsolist
- Julian Berntzen: Whaffy Town
- Magnet: On Your Side
- Thomas Dybdahl: Stray Dogs

Metal
- Dimmu Borgir: Death Cult Armageddon
- Enslaved: Below the Lights
- Old Mans Child: In Defiance of Existence

Musikkvideo
- Bertine Zetlitz: Girl Like You
- Diaz: Hvem er denne karen
- Folk & Røvere: Utadæsjælopplevelse
- Kaizers Orchestra: Evig pint
- Thomas Dybdahl: Cecilia

Popgruppe
- D’Sound: Doublehearted
- Ephemera: Air
- Number Seven Dehli: Falkner Street

Rock
- Amulet: Danger! Danger!
- Ricochets: The Ghost of Our Love
- Thulsa Doom: And Then Take You to a Place Where Jars Are Kept
- Turbonegro: Scandinavian Leather
- WE: Lightyears Ahead

Samtidsmusikk
- Bjørn Ianke: Contemporary Double Bass Solo 3
- Hans-Kristian Kjos Sørensen: Open
- Ragnhild Berstad: Respiro

Viser
- Elias Akselsen: Her kommer dine arme små
- Erik Bye og Marinemusikken: I dur og brått
- Ole Reinlund: For det var hit

Åpen Klasse
- Anne-Lise Berntsen, Nils Asheim: Kom regn
- Hallvard Bjørgum & Co: Free field
- Motorpsycho/Jaga Jazzist: Horns
- Niko Valkepää: Niko Valkepää
- When: Pearl harvest

Årets Låt
- David: Wild at Heart
- Folk & Røvere: Utadæsjælopplevelse
- Kurt Nilsen: She's So High
- Lene Marlin: You Weren't There
- Maria Arrendondo: In Love With an Angel

Årets Nykommer
- Equicez: State of Emergency
- Julian Berntsen: Whaffy town
- Karin Park: Superworldunknown
- Kurt Nilsen: I
- Rebekka Karijord: Neophyte